# Артиллерийский комитет
Артиллери́йский комите́т — совещательный орган при Главном артиллерийском управлении Русской императорской армии. Первоначально на него было возложено коллегиальное обсуждение теории и практики артиллерийского дела, образования и подготовки личного состава, разработки инструкций и программ. Для этого комитет организовывал необходимые опыты и исследования, подвергал испытаниям все изделия и механизмы, предлагаемые коммерческими организациями для нужд артиллерии, рассматривал изобретения и предложения, утверждал рабочие чертежи и сметы, распространял новейшие технические и научные сведения между офицерами путём издания соответствующей литературы.

## История создания
Датой основания этого совещательного органа «Военная энциклопедия» И. Сытина называет 1808 год, когда был окончательно утверждён состав «комитета для рассматривания гарнизонной артиллерии». Однако работа по его формированию была начата ранее, в 1804 году.
Начальник Олонецких горных заводов и Луганского литейного завода, российский оружейник шотландского происхождения Карл Гаскойн внёс проект изменения пропорций чугунных орудий гарнизонной артиллерии. Для рассмотрения этого вопроса на временной основе был сформирован комитет, в состав которого вошли: генерал И. Ф. Касперский, подполковник II Кадетского корпуса А. И. Маркевич, майор VI Артиллерийского полка К. К. Плотто и ряд других специалистов.
По долгу службы генерал И. Касперский вынужден был покинуть комитет. Вместо него возглавил присутствие старший по званию, вновь введённый в 1806 году директор Пажеского корпуса, военный педагог, полковник И. Г. Гогель.
Не позднее июня 1808 года к работе комитета присоединился математик и физик, капитан П. А. Рахманов. После рассмотрения предложений К. Гаскойна, которое завершилось только в 1807 году, комитету было предложено провести исследовательские работы по усовершенствованию орудийных лафетов, выдать экспертные заключения на прицельные приспособления и так далее. Чрезвычайно широкий круг задач, которые был в состоянии решить Артиллерийский комитет, объясняется удачным назначением его участников. А. И. Маркевич и К. К. Плотто были известны своими успехами в части модернизации полевой артиллерии. Тот же А. И. Маркевич, как и А. Г. Гогель, имели не только военный опыт, но и стаж педагогической работы, гуманитарные знания, которые позволяли им свободно переводить зарубежную литературу, освещавшую новые исследования в области артиллерии. Совершенно знаковой фигурой для комитета стал П. А. Рахманов — офицер, совмещающий в себе учёного-физика, математика и энциклопедиста.
По итогам рассмотрения каждого запроса составлялось заключение, подписать которое должны были все члены комитета. Несогласные участники письменно добавляли своё мнение. Окончательное решение, в любом случае, принимал граф Аракчеев, выносивший административный вердикт. Такая система, порождавшая определённую конкуренцию между членами комитета, приводила иногда к личному их противостоянию. Высшего пика оно достигло во взаимоотношениях А. И. Маркевича — изобретателя, и А. Г. Гогеля — систематизатора знаний и популяризатора научных идей.
Первый состав Артиллерийского комитета перестал существовать в начале 1810 года: барон Плотто умер, капитан Рахманов ушёл в отставку ради издательской деятельности, полковник Маркевич предпочёл вернуться к практической работе по поверке орудий. В новую комиссию вошли: педагог и изобретатель, полковник Иван Иванович Фицтум и управляющий типографией комитета коллежский асессор Карл Карлович Гебгардт. Этот состав под руководством А. Г. Гогеля просуществовал до его упразднения в 1812 году, но стал основой вновь образованному Военно-учёному комитету. При этом главная задача Артиллерийского комитета начала XIX века — унификации отечественной артиллерии перед Отечественной войной 1812 года была успешно выполнена.
На протяжении XIX века Артиллерийский комитет претерпевал значительные реформации. В разные годы он именовался Учёный комитет по артиллерийской части, Артиллерийское отделение военно-учёного комитета, Технический комитет и так далее. Окончательное наименование, которое существовало до 1917 года, было получено в 1869 году. На начало XX века комитет включал 8 отделов. Кроме штатных членов он мог привлекать в состав участников с совещательными голосами: помощника начальника Главного артиллерийского управления, начальника и (или) профессоров Михайловской артиллерийской академии, начальника главного артиллерийского полигона, начальника офицерской артиллерийской школы, редакторов «Артиллерийского журнала» и так далее.
Перед началом Первой мировой войны комиссия по обороне Государственной думы подвергла серьёзной критике работу Артиллерийского комитета, так как её деятельность «в деле снабжения армии новейшими боевыми средствами отличается медленностью и беспорядочностью. <…> большинство членов (комитета) состоит в нём от 10 до 40 и более лет, а деятельность его приобрела замкнутый и малоподвижный характер». В результате произведённой реорганизации была образована техническая часть Главного артиллерийского управления, которая состояла из канцелярии и Артиллерийского комитета, в состав которого вошли только главный артиллерийский полигон, лаборатории и чертёжная мастерская.

## Известные руководители
- с 1808 по 1810 год — главноприсутствующий в комитете по рассмотрению гарнизонной артиллерии, генерал от артиллерии Иван Григорьевич Гогель.
- с 1847 по 1861 год — председатель Учёного комитета по артиллерийской части (преобразованного в 1859 году в Артиллерийский комитет), генерал от артиллерии Алексей Васильевич Дядин.